# Holy Diver
Holy Diver es el álbum debut de la banda estadounidense de heavy metal Dio. Lanzado el 25 de mayo de 1983, ha sido mencionado por la crítica musical como el mejor trabajo de Dio y un clásico del género. Fue certificado disco de oro en los Estados Unidos en 1984 y de platino en 1989. El álbum fue remasterizado en el año 2005.
La carátula causó cierta controversia, muestra a Murray haciendo el gesto de la mano cornuta al tiempo que golpea a un sacerdote católico encadenado.

## Lista de canciones
| N.º | Título                       | Música                      | Duración |  |
| 1.  | «Stand Up and Shout»         | Dio, Bain                   | 3:06     |  |
| 2.  | «Holy Diver»                 | Dio                         | 5:51     |  |
| 3.  | «Gypsy»                      | Dio, Campbell               | 3:39     |  |
| 4.  | «Caught in the Middle»       | Dio, Appice, Campbell       | 4:14     |  |
| 5.  | «Don't Talk to Strangers»    | Dio                         | 4:53     |  |
| 6.  | «Straight Through the Heart» | Dio, Bain                   | 4:31     |  |
| 7.  | «Invisible»                  | Dio, Appice, Campbell       | 5:24     |  |
| 8.  | «Rainbow in the Dark»        | Dio, Appice, Bain, Campbell | 4:21     |  |
| 9.  | «Shame on the Night»         | Dio, Appice, Bain, Campbell | 5:20     |  |

## Personal
- Ronnie James Dio – Voz, teclados
- Vivian Campbell – Guitarra
- Jimmy Bain – Bajo, teclados
- Vinny Appice – Batería